# 1549 год в литературе

Книга консульства, 1549

## События
- Первое издание Книги общих молитв теологических документов церквей Англиканского сообщества.
- Жиль де Губервиль начал вести свой «Дневник».
- Поэт Понтюс де Тиар начал творческую деятельность.

## Книги и пьесы
- Французско-латинский словарь (Dictionnaire français-latin) Роберта I Этьенна.
- Трактат «Защита и прославление французского языка» Жоашена Дю Белле.
- «Гробианус» Фридриха Дедекинда.
- Вышла первая книга о Москве «Pinterska» Записки о московитских делах.
- Драма «Купец[пол.]» Миколая Рея.

## Родились
- 11 марта — Хендрик Лауренс Спигел, нидерландский писатель (умер в 1612).

## Без точной даты
- Ван Кэньтан, китайский поэт (умер в 1613).
- Луис Гальвес де Монтальво, испанский писатель.
- Этьен Табуро, французский поэт (умер в 1590).
- Каспер Мясковский, польский поэт (умер в 1622).

## Скончались
- 30 августа — Аракида Моритакэ, японский поэт, один из великих мастеров рэнга (родился в 1473).
- 21 декабря — Маргарита Наваррская, одна из первых женщин-писательниц во Франции (родилась в 1492).

## Без точной даты
- Элия Левита, еврейский грамматик и поэт, автор поэтических произведений на идише (родился в 1469).
- Мельхиор Лоттер старший, немецкий печатник и издатель (родился в 1470).